# William Price (1867-1924)
Pour les autres membres de la famille, voir Famille Price.
Pour les articles homonymes, voir William Price et Price.
William Price (30 août 1867 à Talca, Chili - 2 octobre 1924 à Kénogami, Québec) est un marchand de bois, industriel, chef d'entreprise et homme politique québécois (député de 1908 à 1911). 

## Biographie
Petit-fils de William Price, il prend en 1886 la relève de ses oncles William Evan Price, David Edward Price et Evan John Price dans l'entreprise familiale, Price Brothers and Company. En 1899, il en devient le président et propriétaire. Il modifie profondément la compagnie et développe l'industrie papetière en achetant notamment l'usine de pâte à papier de Jonquière et produit à partir de celle-ci carton et papier journal. Celui-ci est principalement exporté aux États-Unis. En 1912, il fonde la ville de Kénogami, dans laquelle demeure la majorité des travailleurs de l'usine qu'il construit au même endroit.
Fondamentalement impérialiste, il établit deux compagnies pour la seconde guerre des Boers et participe à la construction de la Garnison Valcartier au Québec durant la Première Guerre mondiale, ce qui lui vaut d'obtenir le grade de lieutenant-colonel honoraire en 1914 et d'être fait chevalier en janvier 1915, ce qui l'autorise à utiliser le préfixe « sir ».
Il est député conservateur de Québec-Ouest à la Chambre des Communes, à Ottawa, de 1908 à 1911. 
En 1924, il meurt lors d'une inspection de son usine de papeterie de Kénogami à la suite d'un premier glissement de terrain, alors qu'un second glissement de terrain l'entraîne dans la rivière Saguenay. Il sera retrouvé presque 9 jours plus tard, et identifié à l'aide de ses initiales qui étaient gravées à l'endos de sa montre.

## Hommages
Le parc commémoratif Sir William Price à Jonquière, dans le secteur Kénogami de la Ville de Saguenay lui est dédié. On y trouve entre autres sa sépulture et un belvédère. Le Centre d'histoire Sir-William-Price, voué à la mise en valeur des patrimoines historique, architectural, urbanistique et industriel de Jonquière, a également été nommé en son honneur.
Le mont William-Price, dans la réserve faunique de Matane, lui rend hommage.

## Sources
- Christopher G. Curtie, « Price, Sir Willam », sur L'encyclopédie canadienne (consulté le 9 septembre 2006).

- Jonathan Fournier, « Sir William Price », sur Bilan du siècle, Université de Sherbrooke (consulté le 9 septembre 2006).

- « La méthode Hugues et la base de Valcartier », Patrimoine militaire canadien, Gouvernement du Canada (consulté le 16 juillet 2015).